# Miha Šimenc
Pour les articles homonymes, voir Šimenc.
Miha Šimenc est un fondeur slovène, né le 21 décembre 1995 à Ljubljana.

## Biographie
Licencié au TSK Logatec, il prend part aux compétitions junior de la Coupe des Alpes entre 2010 et 2015. Il est septième en sprint aux Jeux olympiques de la jeunesse d'hiver de 2012 à Innsbruck.
Il fait ses débuts dans la Coupe du monde en novembre 2015 à Ruka. C'est au Tour de ski 2016-2017 qu'il marque ses premiers points dans cette compétition avec une 22e place sur le sprint à Val Müstair. Au mois de février 2017, il honore sa première sélection pour les Championnats du monde à Lahti, se classant 35e du sprint.
Aux Jeux olympiques d'hiver de 2018, il est 32e du sprint classique, 88e du quinze kilomètres libre et 21e du sprint par équipes.
Lors de la saison 2018-2019, il figure à dix reprises dans les points, avec comme meilleure performance une dixième place au sprint libre de Dresde. En 2020, il améliore son meilleur résultat avec une septième place au sprint libre d'Åre.
Après cet hiver, il commence à souffrir hernie discale et renonce même à la saison 2020-2021.

## Palmarès

### Jeux olympiques d'hiver
| Épreuve / Édition   | Sprint                           | Sprint    | 15 km | 15 km                            | Skiathlon 2 × 15 km | 50 km | Relais | Relais    |
| Épreuve / Édition   | libre                            | classique | libre | classique                        | Skiathlon 2 × 15 km | 50 km | Sprint | 4 × 10 km |
| JO 2018 Pyeongchang | Épreuve inexistante à cette date | 32e       | 88e   | Épreuve inexistante à cette date | —                   | —     | 21e    | —         |

Légende :
- : pas d'épreuve
- — : Non disputée par Šimenc

### Championnats du monde
| Épreuve / Édition     | Sprint | Sprint                           | 15 km                            | 15 km     | Skiathlon 2 × 15 km | 50 km | Relais | Relais    |
| Épreuve / Édition     | libre  | classique                        | libre                            | classique | Skiathlon 2 × 15 km | 50 km | Sprint | 4 × 10 km |
| Mondiaux 2017 Lahti   | 35e    | Épreuve inexistante à cette date | Épreuve inexistante à cette date | —         | —                   | —     | 13e    | —         |
| Mondiaux 2019 Seefeld | 33e    | Épreuve inexistante à cette date | Épreuve inexistante à cette date | —         | —                   | —     | 9e     | —         |

Légende :
- : pas d'épreuve
- — : Non disputée par Šimenc

### Coupe du monde
- Meilleur classement général : 49e en 2019.
- Meilleur résultat individuel : 7e.

#### Classements détaillés
| Saison / Épreuve | Saison / Épreuve | Général | Général | Distance | Distance | Sprint | Sprint |
| Saison / Épreuve | Saison / Épreuve | Class.  | Points  | Class.   | Points   | Class. | Points |
| ---------------- | ---------------- | ------- | ------- | -------- | -------- | ------ | ------ |
| 2017             | 2017             | 135e    | 9       | -        | -        | 71e    | 9      |
| 2018             | 2018             | 133e    | 8       | -        | -        | 75e    | 8      |
| 2019             | 2019             | 49e     | 123     | -        | -        | 23e    | 123    |
| 2020             | 2020             | 53e     | 105     | -        | -        | 21e    | 100    |